# (16011) 1999 CM16
1999 سي أم 16 (ويعرف أيضًا باسم (16011) 1999 سي أم 16 وفق تسمية الكوكب الصغير) (بالإنجليزية: 1999 CM16)‏ هو كويكب ضمن حزام الكويكبات؛ وترتيبه 16011 من حيث الاكتشاف.
اكتُشف هذا الجُرم الفلكي بواسطة كورادو كورليفيتش في 6 فبراير 1999.

## وصلات خارجية
- (16011) 1999 CM16 في قاعدة بيانات مختبر الدفع النفاث لأجرام النظام الشمسي الصغيرة

- الاكتشاف · مخطط المدار ·  العناصر المدارية · المعلمات المادية

- (16011) 1999 CM16 على موقع ويكي سكاي: DSS2, SDSS, GALEX, IRAS, Hydrogen α, X-Ray, Astrophoto, Sky Map, Articles and images